# Борхт, Питер ван дер
Питер ван дер Борхт Второй (нидерл. Pieter van der Borcht; ок. 1589, Брюссель — 1662, Брюссель) — фламандский живописец, рисовальщик и гравёр. Представитель большой семьи потомственных художников. Сын живописца Питера ван дер Борхта Старшего (1530—1611). 

## Биография
Питер ван дер Борхт Второй начинал как живописец «фигурист», но позднее стал работать в пейзажном жанре.
О жизни художника известно немного. Согласно сведениям фламандского литератора Корнелиса де Би, изложенных в книге о художниках под названием «Золотой кабинет», Питер ван дер Борхт родился между 1588 и 1590 годами в Брюсселе. С 1604 года он был учеником выдающегося брюссельского живописца-пейзажиста Дениса ван Алслоота. В 1625 году стал членом Гильдии Святого Луки.
В 1615 году он приехал в Аугсбург. Поскольку под именем ван дер Борхт работало несколько художников трудно с уверенностью приписать работы именно этому мастеру. Датированные произведения известны до 1631 года. Корнелис де Би утверждал, что ван дер Борхт в отличие от других вначале рисовал фигуры, а затем перешел к пейзажам. Один из его пейзажей подписан «Vborcht», а другой документирован как подписанный «Петер ван дер Борхт ван Брюссель в Аусборхе. 1615» (Peeter van der Borcht van Brussel in Ausborch. 1615). Лесной пейзаж, ранее находившийся в замке Раец-над-Свитавой, Чешская Республика, где он был приписан Хендрику ван дер Борхту Старшему, в 2001 году Марийке К. де Кинкельдер был переатрибутирован Питеру ван дер Борхту Второму, но затем эта атрибуция была оспорена и снова отнесена к Хендрику ван дер Борхту.
В гравировании Питер ван дер Борхт подражал Хансу Болу и сделал множество небольших пейзажных гравюр с собственных рисунков.
- Лесной пейзаж. Холст, масло. Замок Раец-над-Свитавой, Чехия
- Скалистый речной пейзаж с деревянным мостом и путешественниками. Дерево, масло. Частное собрание